# Sankofa
 (mai 2025).
La mise en forme du texte ne suit pas les recommandations de Wikipédia : il faut le « wikifier ».
Les points d'amélioration suivants sont les cas les plus fréquents. Le détail des points à revoir est peut-être précisé sur la page de discussion.
- Les titres sont pré-formatés par le logiciel. Ils ne sont ni en capitales, ni en gras.
- Le texte ne doit pas être écrit en capitales (les noms de famille non plus), ni en gras, ni en italique, ni en « petit »…
- Le gras n'est utilisé que pour surligner le titre de l'article dans l'introduction, une seule fois.
- L'italique est rarement utilisé : mots en langue étrangère, titres d'œuvres, noms de bateaux, etc.
- Les citations ne sont pas en italique mais en corps de texte normal. Elles sont entourées par des guillemets français : « et ».
- Les listes à puces sont à éviter, des paragraphes rédigés étant largement préférés. Les tableaux sont à réserver à la présentation de données structurées (résultats, etc.).
- Les appels de note de bas de page (petits chiffres en exposant, introduits par l'outil «  Source ») sont à placer entre la fin de phrase et le point final[comme ça].
- Les liens internes (vers d'autres articles de Wikipédia) sont à choisir avec parcimonie. Créez des liens vers des articles approfondissant le sujet. Les termes génériques sans rapport avec le sujet sont à éviter, ainsi que les répétitions de liens vers un même terme.
- Les liens externes sont à placer uniquement dans une section « Liens externes », à la fin de l'article. Ces liens sont à choisir avec parcimonie suivant les règles définies. Si un lien sert de source à l'article, son insertion dans le texte est à faire par les notes de bas de page.
- La présentation des références doit suivre les conventions bibliographiques. Il est recommandé d'utiliser les modèles {{Ouvrage}}, {{Chapitre}}, {{Article}}, {{Lien web}} et/ou {{Bibliographie}}. Le mode d'édition visuel peut mettre en forme automatiquement les références.
- Insérer une infobox (cadre d'informations à droite) n'est pas obligatoire pour parachever la mise en page.

Pour une aide détaillée, merci de consulter Aide:Wikification.
Si vous pensez que ces points ont été résolus, vous pouvez retirer ce bandeau et améliorer la mise en forme d'un autre article.
Ne doit pas être confondu avec Sankofa (film).

Le symbole du sankofa

Sankofa (prononcé SAHN-koh-fah) est un mot de la langue Twi du Ghana qui signifie « récupérer » (littéralement « retourner et obtenir » ; san - retourner ; ko - aller ; fa - chercher, rechercher et prendre) et fait également référence au symbole Bono Adinkra représenté soit par une forme de cœur stylisé, soit par un oiseau à la tête tournée vers l'arrière et aux pattes tournées vers l'avant, portant un œuf précieux dans sa bouche. Sankofa est souvent associé au proverbe « Se wo were fi na wosankofa a yenkyi », qui se traduit par : « Il n'y a pas de mal à revenir sur ce que l'on a oublié »,
L'oiseau sankofa apparaît fréquemment dans l'art traditionnel akan et a également été adopté comme symbole important dans le contexte Afro-Américain et de la Diaspora Africaine pour représenter la nécessité de réfléchir au passé afin de construire un avenir prospère. C'est l'un des symboles adinkra les plus répandus, que l'on retrouve dans les bijoux, les tatouages et les vêtements modernes.

## Symbolisme Akan

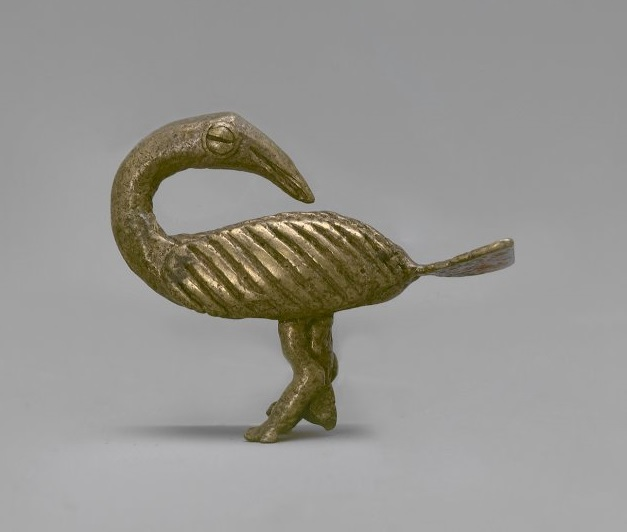
Le poids d'or Akan sankofa

Le peuple Akan du Ghana utilise un symbole adinkra pour représenter le même concept. Une version de ce symbole est similaire au symbole oriental du cœur, et une autre est celle d'un oiseau dont la tête est tournée vers l'arrière pour capturer symboliquement un œuf représenté au-dessus de son dos. L'adinkra symbolise le fait de prendre dans le passé ce qui est bon et de l'amener dans le présent afin de progresser grâce à l'utilisation bienveillante de la connaissance. Les symboles Adinkra sont utilisés par le peuple Akan pour exprimer des proverbes et d'autres idées philosophiques.
L'oiseau sankofa apparaît également sur les tabourets Akan en bois sculpté, sur les poids en or Akan, sur les embouts des parapluies ou parasols d'État (ntuatire) de certains souverains et sur les embouts des bâtons de certains linguistes de la cour. Il a pour fonction de favoriser le respect mutuel et l'unité dans la tradition.

## Utilisation en Amérique du Nord et au Royaume-Uni

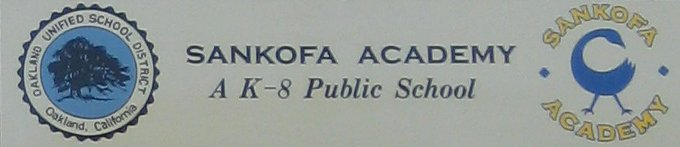
L'image du sankofa a été adoptée par de nombreuses organisations afro-centriques en Amérique du Nord.

En 1991, lors de travaux d'excavation dans le Lower Manhattan, un cimetière d'Africains libres et esclaves a été découvert. Plus de 400 restes ont été identifiés, mais un cercueil en particulier s'est distingué. Sur son couvercle en bois étaient clouées des pointes de fer, dont 51 formaient un énigmatique dessin en forme de cœur que certains ont interprété comme un symbole de sankofa,. Le site est aujourd'hui un monument national, connu sous le nom de African Burial Ground National Monument, administré par le National Park Service (Service des parcs nationaux). Une copie du dessin trouvé sur le couvercle du cercueil est gravée sur un grand mémorial en granit noir au centre du site.
Le National Museum of African American History and Culture utilise le symbole en forme de cœur sur son site web. "Le Sankofa représente l'importance d'apprendre du passé.
Les symboles de Sankofa sont omniprésents dans des villes comme Washington, D.C., et la Nouvelle-Orléans, en particulier dans les clôtures.
Janet Jackson a un tatouage sankofa à l'intérieur du poignet droit. Le symbole figure également sur son album de 1997, The Velvet Rope, ainsi que sur la tournée de soutien.
Sankofa est un événement organisé par l'Université Saint Louis pour honorer les étudiants afro-américains diplômés et les étudiants ayant obtenu un diplôme en études afro-américaines.
Le symbole et le nom ont été utilisés dans le film Sankofa (1993) de Haile Gerima, ainsi que dans le titre graphique du film 500 Years Later d'Owen 'Alik Shahadah.
Une production théâtrale britannique de l'Adzido Pan-African Dance Ensemble, écrite par Margaret Busby et créée en 1999, s'intitulait Sankofa.
Le groupe à cordes afro-américain Sankofa Strings, fondé en 2005 par Sule Greg C. Wilson, Rhiannon Giddens et Dom Flemons, a été présenté dans le documentaire Chasin' Gus' Ghost, réalisé en 2007 sur les jug bands. Le groupe a publié lui-même le CD Colored Aristocracy en 2006. Une deuxième itération du groupe Sankofa, avec Wilson et Flemons, ainsi que Ndidi Onukwulu et Allison Russell, a sorti le CD The Uptown Strut en 2012.
Cassandra Wilson a enregistré la chanson « Sankofa », qui figure sur son album Blue Light 'til Dawn de 1993.
Un oiseau Sankofa apparaît à plusieurs reprises dans l'émission Taboo de la BBC. Il a été sculpté dans le plancher d'un navire négrier par James Keziah Delaney et apparaît sous forme de tatouage dans le haut de son dos et de dessin dans la cheminée de l'ancienne chambre de sa mère.
Le protagoniste de Remote Control de Nnedi Okorafor s'appelle Sankofa.
Le 14 décembre 2023, un comité de la ville de Toronto, au Canada, a choisi à l'unanimité le nom « Sankofa Square » pour Yonge-Dundas Square, dans le communiqué de presse, afin de redresser les torts, de lutter contre le racisme anti-Noir et de construire un Toronto plus inclusif. Ce changement de nom et d'autres se produiront tout au long de l'année 2024.